# CFTR (AM)
Pour les articles homonymes, voir CFTR.
CFTR, plus connu sous son nom 680 News, est une station de radio canadienne anglophone d'information en continu appartenant à Rogers Media située à Toronto et diffusant sur la région du Grand Toronto. Fondée en 1962, elle émet en direct 24 heures sur 24, sept jours sur sept, sur la fréquence 680 kHz en modulation d'amplitude (AM).
Il s'agit de la première station d'information au Canada (diffusée sous cette forme à partir du 6 juillet 1993), avec un "roue" format : la circulation et la météo toutes les 10 minutes (avec prévisions de 5 jours à :21/:51), sports à :15/:45, économie à :26/:56, et bourse (Bourse Minute) à :13/:43 entre 5 h 30 et 18 h 30 en semaine. Ce journal régulier peut être diffusé dans deux autres stations: NEWS 1130 (Vancouver) et 660 NEWS (Calgary), également dans toutes les stations de nouvelles de Rogers Media tous les matins et après-midi.
Il y 5 tranches horaires chaque jour en semaine sur la radio : 5/10, 10/14, 14/19, 19/0 et 0/5. Du week-end, il y 4 : 5/11, 11/17, 17/23 et 23/5.

## Presentateurs et Reporters

### L'Info
- Paul Cook
- Sladjana Tamindzic
- Jonn Kares
- Claire Brassard
- Sarah Parrott
- Scott Burnett
- Brian Fysher
- Jack Roe
- James Munroe
- Marlane Oliver
- Catherine Jette

### Circulation
- Darryl Dahmer
- Eva Fragiskatos
- Kerry Prunskus (aussi l'info)
- Colette Desjardins
- Jeffrey Halpenny
- Jordan Kerr
- Russ Holden
- Victoria Williston
- Jon Mace
- Christine Langos

### Météo (aussi sur CityNews)
- Natasha Ramsahai*
- Stella Acquisto*
- Haroid Hosein
- Adam Stiles*
- Jill Taylor

### Économie
- Chris McCusker
- Mike Eppel
- Richard Southern
- Christine Richey (aussi l'info)

### Reporters
- Jaime Pulfer
- John Stall
- Carl Hanstke
- Geoff Rohoman
- Kevin Misener
- Fil Martino